# Pluto x Baby Pluto
Pluto x Baby Pluto è un album in studio collaborativo tra i rapper statunitensi Future e Lil Uzi Vert pubblicato il 13 novembre 2020.

## Descrizione
Il titolo dell'album indica la combinazione degli alter ego di entrambi gli artisti: Future è conosciuto con il soprannome di "Pluto" dagli inizi della sua carriera, mentre Lil Uzi Vert si identifica "Baby Pluto" dal 2020 in occasione del progetto dei due e come tributo a Future. È il secondo progetto pubblicato da Future nel 2020, dopo l'album High Off Life ed è il terzo progetto pubblicato da Lil Uzi Vert nell'anno, dopo Eternal Atake e Lil Uzi Vert vs. the World 2. Il produttore discografico ed esecutivo dell'album è il disc jockey DJ Esco mentre collaborano alla produzione del progetto artisti come London on da Track, Zaytoven e Buddah Bless.

## Tracce
1. Stripes Like Burberry – 4:34 (Nayvadius Wilburn, Symere Woods, William Moore)
2. Marni on Me – 2:13 (Wilburn, Woods, Moore, Brandon Veal)
3. Sleeping on the Floor – 2:47 (Wilburn, Woods, Darius Hill, Loudy Luna)
4. Real Baby Pluto – 3:17 (Wilburn, Woods, Xavier Dotson, Deundraeus Portis)
5. Drankin n' Smokin – 3:34 (Wilburn, Woods, Hagan Lange, Michael O'Brien)
6. Million Dollar Play – 2:47 (Wilburn, Woods, Dotson, Ty-Ron Douglas)
7. Plastic – 3:14 (Wilburn, Woods, London Holmes, Grant Dickinson)
8. That's It – 3:49 (Wilburn, Woods, Nils Nöhden, Wesley Glass)
9. Bought a Bad Bitch – 3:30 (Wilburn, Woods, Moore)
10. Future – Rockstar Chainz – 3:01 (Wilburn, Torey Montana)
11. Lil Uzi Vert – Lullaby – 4:22 (Woods, Robert Richardson, Dwan Avery)
12. She Never Been to Pluto – 3:24 (Wilburn, Woods, Lukrative, Veal, Scobii)
13. F-Off Dat – 3:05 (Wilburn, Woods, Moore)
14. I Don't Wanna Break Up – 4:04 (Wilburn, Woods, Dionte Wooten, Hill)
15. Bankroll – 3:07 (Wilburn, Woods, Lukrative, Veal, Dotmidorii)
16. Moment of Clarity – 3:42 (Wilburn, Woods, Chandler Durham, Camren Martin)

Durata totale: 54:30
Tracce bonus edizione deluxe
1. Tic Tac – 3:10 (testo: Wilburn, Woods, Veal – musica: Brandon Finessin, ProdByAlien)
2. My Legacy – 3:14 (testo: Wilburn, Woods, Veal, Thevenot – musica: Brandon Finessin, Lukrative)
3. Heart in Pieces – 3:18 (testo: Wilburn, Woods, Veal, Gillen – musica: Brandon Finessin, DotMidorii)
4. Because of You – 3:37 (testo: Wilburn, Woods, Veal, Cas van der Heijden – musica: Brandon Finessin, Loesoe)
5. Bust a Move – 3:47 (testo: Wilburn, Woods – musica: Brandon Finessin, ShaunGoBrazy)
6. Baby Sasuke – 3:31 (testo: Wilburn , Woods, Veal, Rok Curkovic, Luis Cano – musica: Brandon Finessin, Rok, Lusi)
7. Patek – 4:41 (testo: Wilburn, Woods, Veal, Anton Mendo – musica: Brandon Finessin, Starboy)
8. Over Your Head – 3:07 (testo: Wilburn, Woods, Hill – musica: D. Hill)

## Classifiche

### Classifiche settimanali
| Classifica (2020) | Posizione massima |
| ----------------- | ----------------- |
| Austria           | 28                |
| Belgio (Fiandre)  | 34                |
| Belgio (Vallonia) | 92                |
| Danimarca         | 32                |
| Finlandia         | 46                |
| Francia           | 57                |
| Irlanda           | 28                |
| Islanda           | 11                |
| Italia            | 61                |
| Lituania          | 15                |
| Norvegia          | 20                |
| Nuova Zelanda     | 29                |
| Paesi Bassi       | 26                |
| Regno Unito       | 39                |
| Stati Uniti       | 2                 |
| Svezia            | 49                |
| Svizzera          | 33                |

### Classifiche di fine anno
| Classifica (2021) | Posizione |
| ----------------- | --------- |
| Stati Uniti       | 55        |